# Oreobolus cleefii
Oreobolus cleefii är en halvgräsart som beskrevs av L.E.Moro. Oreobolus cleefii ingår i släktet Oreobolus och familjen halvgräs. Inga underarter finns listade i Catalogue of Life.